# Andrea Di Stefano
Andrea Di Stefano (ur. 15 grudnia 1972 w Rzymie) – włoski aktor i reżyser filmowy i telewizyjny.
Studiował aktorstwo w nowojorskim Actors Studio. Debiutował na wielkim ekranie w niezależnym filmie Pogańska książka Arthura Rimbauda (The Pagan Book of Arthur Rimbaud, 1995). Następnie zagrał tytułową postać w dramacie wojennym Książę Hamburga (Il Principe di Homburg, 1997). Pojawił się w ekranizacji powieści Gastona Lerouxa Upiór w operze (Il fantasma dell'opera, 1998) u boku Juliana Sandsa i Asi Argento. W biograficznym dramacie Juliana Schnabela Zanim zapadnie noc (Before Night Falls, 2000) z udziałem Oliviera Martineza i Johnny'ego Deppa wystąpił w roli swawolnego Pepe Malasa, który wprowadza poetę, pisarza i dramaturga Reinalda Arenasa (Javier Bardem) w świat zrewolucjonizowanej homoseksualnej hawańskiej subkultury. W dramacie Nie oglądaj się (2009) wystąpił u boku Sophie Marceau i Monicci Belucci. W 2014 debiutował jako reżyser dreszczowca Escobar z Joshem Hutchersonem i Benicio del Toro.
Spotykał się z Chiarą Mastroianni (2001-2002), córką Marcello Mastroianniego i Catherine Deneuve oraz Valerią Golino (2002-2006).

## Wybrana filmografia
- 1998: Upiór w operze (Il fantasma dell'opera) jako Raoul De Chagny
- 2000: Zanim zapadnie noc (Before Night Falls) jako Pepe Malas
- 2009: Dziewięć (Nine) jako Benito
- 2009: Nie oglądaj się (Non ti voltare) jako Teo 1 / Gianni
- 2010: Jedz, módl się, kochaj (Eat Pray Love) jako Giulio
- 2012: Życie Pi (Life of Pi) jako ksiądz